# Albanska grekisk-katolska kyrkan
Albanska grekisk-katolska kyrkan eller Albanska Bysantiska Katolska kyrkan (albanska: Kisha Katolike Bizantine Shqiptare) är en östkatolsk kristen självbestämmande delkyrka i Albanien som står i full kyrkogemenskap med den romersk-katolska kyrkan under påvens ledning.  
Albanska grekisk-katolska kyrkan står också väldigt nära med den italiensk-albanska grekisk-katolska kyrkan som delar en gemensamhet av historia, namn och traditioner.
Liturgiskt tillämpar den bysantinsk rit.